# František Sklenář
František Sklenář (5. února 1889, Prusinovice – 9. května 1970, Brno) byl železniční inženýr, profesor SVŠT v Bratislavě a na VUT v Brně .

## Život a dílo
Studoval nejdříve na Vyšší reálce v Holešově (nepřímý, starší spolužák Bohuslava Fuchse), následně stavební inženýrství na České vysoké škole technické, kde absolvoval v roce 1912 s vyznamenáním. Pracoval nejprve jako konstruktér a statik u pražských mostáren. Již během 1. světové války se vrátil jako vyučující na brněnskou stavební fakultu. Po vzniku Československa byl jako odborník vyžádán ke Československým státním drahám a postupně se profiloval jako všeobecný a respektovaný expert na železniční stavby. Souběžně setrval také u akademických aktivit. V letech 1927 a 1928 se účastnil spolu s Bohuslavem Fuchsem soutěže na řešení železničního uzlu (v rámci regulačního plánu vnitřního Brna) a uspěli nejlépe ze všech soutěžících s návrhem "Tangenta", když získaly 2. cenu. Dále pak pracoval společně s Bohuslavem Fuchsem na regulačním plánu. V roce 1946 byl jmenován řádným profesorem na VUT v Brně pro obor železniční stavby, v roce 1947 byl jmenován řádným profesor na Státní vysoké škole technické v Bratislavě. Jeho pohled na železniční otázku se vyvíjel k celistvému pohledu a to pod vlivem Bohuslava Fuchse.

## Projekty
1927 – 1928 Projekt „Tangenta“ na urbanistický rozvoj města Brna (společně s B. Fuchsem a J. Peňázem). Projekt řešil umístění nádraží v tzv. odsunuté poloze
1933 – 1934 Další projekt na dopravně-komunikační plán města Brna (společně s B. Fuchsem a J. Kumpoštem).
Oba tyto projekty byly oceněny II. cenou, když I. cena udělena nebyla
1934             Projekt na přeložení místní dráhy Otrokovice – Zlín – Vizovice v úseku Kvítkovice – Otrokovice a prodloužení na Baťov - Bahňák
1948             Generální návrh na řešení nového osobního nádraží ve Zvolenu
1949             Detailní návrh rekonstrukce horského železničního úseku Mlynky – Ľadová jaskyňa
1950             Generální návrh a následně detailní návrh rekonstrukce uzlové stanice Nové Zámky
1951             Generální a detailní projekt změny železniční trasy Krompachy – Spišské Valachy
1952 – 1957 Několik studií na řešení dopravního uzlu Komárno
1954             Ideové řešení silničních a železničních komunikací Prievidza
1954 – 1955 Studie na řešení osobního ústředního a seřaďovacího nádraží Bratislava
1958             Návrh železničního řešení nové stanice Partizánske
1959 – 1970 Řešení celoživotního díla: Brněnská železniční otázka. Tyto studijní otázky jsou uloženy v archívu tehdejšího Federálního ministerstva dopravy v Praze

## Zaměstnání
1.4.1912 – 30.9.1914       Pomocný konstruktér, mostní oddělení, Adamovské strojírny
15.11.1912 – 31.12.1914 Vojenská služba
1.1.1915 – 28.2.1919       Konstruktér na Ústavu stavitelství silničního, železničního a tunelového na VUT v Brně (v době od 17.11.1915 do konce války jako domobranecký inženýr na Italské frontě. Tři válečná vyznamenání za statečnost)
1915 –1947                       Ve službách Československých státních drah (ČSD)
1.3.1919                            Referent pro vrchní stavby a investiční stavby
1.1.1920                            Stavební adjunkt v IX.služební třídě
1923                                  Rada státních drah
20.2.1929                          Technický rada (= vrchní rada)
6.8.1935                            Přednosta Železniční stavební správy II. (zdvojkolejnění tratě Brno – Veselý nad Moravou)
4.9.1947                            Ukončuje činnost u ČSD
1928 – 1959                      Vysokoškolská dráha
1928 – 1939                      Docent na odboru zeměměřičského inženýrství na VUT v Brně
1945 – 1946                      Bezplatný řádný profesor železničního stavitelství II na VUT v Brně
1945 – 1946                      Honorovaný docent pro disciplíny „Staviteľstvo tunelové a doprava železničná so zabezpečovaním vlakovej dopravy“ na SVŠT v Bratislavě
1947– 1959                       Řádný profesor pro II. Stolici dopravní na SVŠT v Bratislavě
1948 – 1949                      Děkan Stavební fakulty SVŠT v Bratislavě
1949 – 1950                      Proděkan

## Rodinný život
Dne 28. června 1919 se oženil s Annou Kantorkovou. Manželé Sklenářovi měli čtyři děti.
Naděžda Sklenářová (*1923 - †1930)
Vladimír Sklenář (*1925 - †1995)
Jiří Sklenář (*1926 - †1995)
Lubomír Sklenář (*1931)